# Graciela Borges

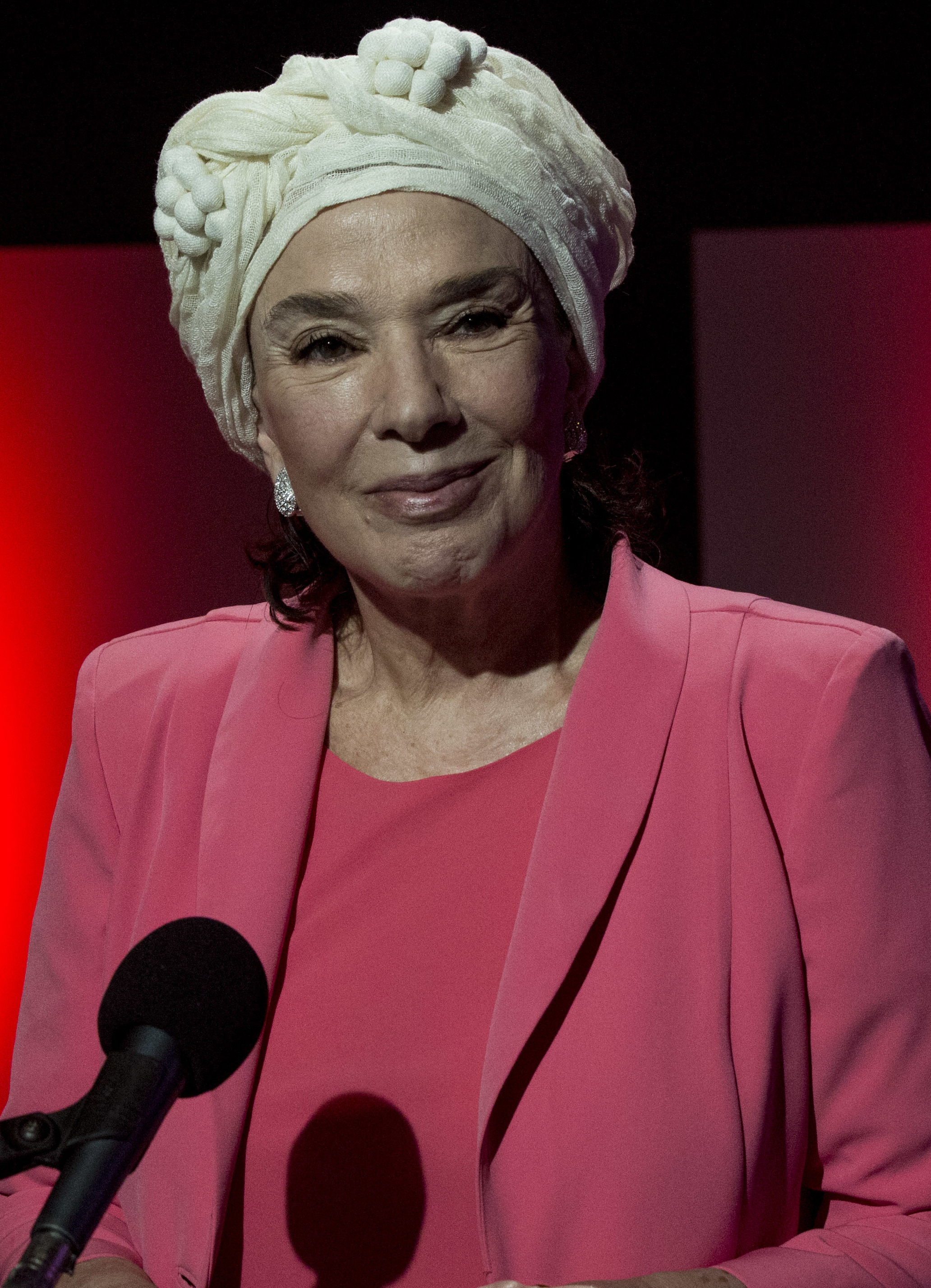
Graciela Borges (2015)

Graciela Borges (geboren als Graciela Noemí Zabala am 10. Juni 1941 in Dolores, Provinz Buenos Aires) ist eine argentinische Theater- und Filmschauspielerin.

## Leben
Borges besuchte eine Nonnenschule. Zu Beginn ihrer Karriere verbot es ihr Vater, den eigenen Nachnamen zu verwenden. Aus diesem Grund fragte sie den Schriftsteller Jorge Luis Borges, ob sie seinen Nachnamen verwenden dürfe, und der Schriftsteller stimmte zu.

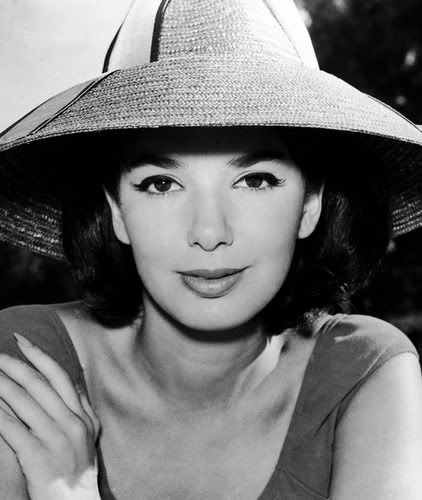
Borges (1961)

 Ihr Filmdebüt gab sie 1958 im Film Una cita con la vida.
Der 2001 veröffentlichte Film La Ciénaga (Regisseurin: Lucrecia Martel) gehört zu den bekanntesten Filmen mit Borges. Im Jahr 2021 veröffentlichte Borges ihren Podcast Mi vida en el cine, den sie zusammen mit Film & Arts veröffentlichte. Im gleichen Jahr war sie auch Vorsitzende der Jury des Festival Internacional de Cine de las Alturas.

## Privatleben
Im Jahr 1966 hatte sie eine kurze Affäre mit Paul McCartney. Sie heiratete den Rennfahrer Juan Manuel Bordeu, mit dem sie ihren einzigen Sohn, Juan Cruz Bordeu, bekam. Außerdem war sie mit dem Filmregisseur Raúl de la Torre, sowie mit Marcos Gutiérrez, Carlos Estrada und Leopoldo Jacinto Luque liiert.

## Filmografie
- 1958: Una cita con la vida
- 1958: El jefe
- 1959: Zafra
- 1959: Gringalet
- 1960: Fin de fiesta
- 1961: Los suicidios constantes (TV-Serie, 19 Folgen)
- 1961: Obras maestras Philco (TV-Mini-Serie, 1 Folge)
- 1961: Piel de verano
- 1962: Propiedad
- 1962: Los viciosos
- 1963: La terraza
- 1963: Una excursión a los indios ranqueles
- 1963: Racconto
- 1964: Circe
- 1964: La boda
- 1965: Orden de matar
- 1965: Convención de vagabundos
- 1966: Tres destinos (TV-Serie, 19 Folgen)
- 1966: De profesión, sospechosos
- 1966: Una máscara para Ana
- 1967: La chica del lunes
- 1967: Los traidores de San Ángel
- 1968: Martín Fierro
- 1969: El dependiente
- 1971: Crónica de una señora
- 1972: Heroina
- 1973: La revolución
- 1973: Vení conmigo
- 1975: Triángulo de cuatro
- 1976: Sola
- 1977: Saverio, el cruel
- 1979: El mundo del espectáculo (TV-Serien)
- 1980: El infierno tan temido
- 1982: Los pasajeros del jardín
- 1982: Pubis Angelical
- 1983: Fiebre amarilla
- 1984: Pelear por la vida (TV-Serien)
- 1986: Pobre mariposa
- 1989: Kindergarten
- 1990: Los jinetes del alba (TV-Serie)
- 1993: Funes, un gran amor
- 1970–1995: Alta comedia (TV-Serie, 8 Folgen)
- 1995: Cha cha cha (TV-Serie, 1 Folge)
- 1997: Son o se hacen (TV-Serie, 19 Folgen)
- 1994–1997: Alta comedia (TV-Serie, 5 Folgen)
- 1998: Sobre la tierra
- 1999: La Argentina de Tato (TV-Serie, 1 Folge)
- 2000: Primicias (TV-Serie, 37 Folgen)
- 2001: La Ciénaga – Morast
- 2001: Tiempofinal (TV-Serie, 1 Folge)
- 2002: Infieles (TV-Mini-Serie, 1 Folge)
- 2002: Mercano, el marciano
- 2002: ¿Sabés nadar?
- 2004: Quinto mandamiento (TV-Mini-Serie, 1 Folge)
- 2005: Monobloc
- 2005: Botines (TV-Mini-Serie, 1 Folge)
- 2006: Las manos
- 2010: Dos hermanos
- 2010: Miss Tacuarembó
- 2011: Viudas
- 2011–2012: El hombre de tu vida (TV-Serie, 2 Folgen)
- 2011: Historias de la primera vez (TV-Mini-Serie, 1 Folge)
- 2014: Un amor en tiempos de selfies
- 2015: Tokio
- 2015: El espejo de los otros
- 2016: Las imágenes de Helena (Kurzfilm)
- 2016: Resentimental
- 2018: Relato de una soñadora (Kurzfilm)
- 2018: La quietud
- 2019: El cuento de las comadrejas
- 2021: Paartherapie mal anders (Terapia Alternativa, TV-Serie, 5 Folgen)

## Auszeichnungen
| Jahr | Preis                                                                | ausgezeichnet als                                    | ausgezeichnet für den Film           |
| ---- | -------------------------------------------------------------------- | ---------------------------------------------------- | ------------------------------------ |
| 1971 | San Sebastián International Film Festival                            | beste Hauptdarstellerin                              | Crónica de una señora                |
| 1987 | Festival de Cine de Bogotá                                           | beste Schauspielerin in einem südamerikanischen Film | Pobre mariposa                       |
| 1993 | Martín Fierro                                                        | beste Nebenrolle                                     | Alta comedia (Folge: Mi mamá me ama) |
| 2001 | Internationales Festival des Neuen Lateinamerikanischen Films        | beste Hauptdarstellerin                              | La Ciénaga                           |
| 2002 | Martín Fierro (Preis)                                                | beste Hauptdarstellerin                              | La Ciénaga                           |
| 2006 | Premio Sur                                                           | beste Schauspielerin                                 | Las manos                            |
| 2007 | Goldene India Catalina (Festival Internacional de Cine de Cartagena) | beste Nebendarstellerin                              | Las manos                            |
| 2015 | Cóndor de Plata                                                      |                                                      | für ihr Lebenswerk                   |
| 2019 | Preis der Jury (FEST – International Film-Festival)                  | beste Hauptdarstellerin                              | La quietud                           |
| 2019 | Cóndor de Plata                                                      | beste Nebendarstellerin                              | La quietud                           |
| 2020 | Premio Platino                                                       | beste Hauptdarstellerin                              | El cuento de las comadrejas          |
| 2020 | Premios ACE                                                          | beste Hauptdarstellerin                              | Tokio                                |

## Nominierungen
| Jahr | Preis           | ausgezeichnet als       | ausgezeichnet für den Film |
| ---- | --------------- | ----------------------- | -------------------------- |
| 1970 | Cóndor de Plata | beste Schauspielerin    | El dependiente             |
| 2007 | Cóndor de Plata | beste Nebendarstellerin | Las manos                  |
| 2011 | Cóndor de Plata | beste Nebendarstellerin | Dos hermanos               |
| 2011 | Martín Fierro   | bester Gastauftritt     | El hombre de tu vida       |
| 2012 | Cóndor de Plata | beste Hauptdarstellerin | Viudas                     |